# Jardim Mário Ruivo
O Jardim Mário Ruivo, anteriormente denominado de Jardins de Água, ou da Água, é um jardim em Lisboa. Está situados na zona ribeirinha do Parque das Nações. Foi feito a par da Expo 98, cujo tema principal era os oceanos e a água. Nessa medida o jardim tem uma série de equipamentos educativos e desportivos que têm a água como temática principal. Tais instrumentos dizem respeito a várias épocas históricas e culturas distintas. É constituído por várias partes: os Jardins da Palmeira, o Pomar do Mediterrâneo, o Lago de Ulisses, o Edifício da Cascata e o Jardim Hidráulico.
Por edital da Câmara Municipal de Lisboa de 30 de maio de 2018, passaram a ter a designação Jardim Mário Ruivo.